# Vostotxni (Beriózovi)
|  | Per a altres significats, vegeu «Vostotxni». |

Vostotxni - Восточный (rus) és un possiólok del krai de Krasnodar, a Rússia. Es troba a les terres baixes de Kuban-Azov, al nord del curs del riu Kuban, a 22 km al nord-oest del centre de Krasnodar, la capital.
Pertany al municipi de Beriózovi.